# Amawari
Amawari (阿麻和利, décédé en 1458) est un seigneur (aji) du château de Katsuren (Katsuren gusuku) de l'ancien royaume de Ryūkyū, connu pour ses ambitions relatives au trône du royaume et ses plans pour attaquer Gosamaru, aji de Nakagusuku.

## Biographie
Selon la légende, Amawari naît dans une famille de paysans de Yara, à Chatan, un des magiri d'Okinawa. Après avoir renversé le seigneur du château de Katsuren, Amawari s'empare de son domaine. Profitant des occasions offertes par le commerce maritime, il s'enrichit, gagne en puissance et épouse Momotofumi Agari, fille du roi Shō Taikyū, ce qui solidifie plus encore son pouvoir.
Inquiet de la puissance d'Amawari, le roi Shō Taikyū fait construire un nouveau château à Nakagusuku qu'il place sous le commandement et la surveillance du aji (seigneur) Gosamaru, entre Katsuren et la capitale royale de Shuri. En 1458, Amawari accuse Gosamaru de comploter pour renverser le roi, ce qui a pour conséquence d'entraîner les armées royales à une attaque contre Nakagusuku qui se termine par le suicide de Gosamaru. Le roi découvre la trahison d'Amawari et envoie son armée emmenée par Uni-Ufugusuku au château de Katsuren où Amawari est tué. En fin de compte, toute cette affaire a été organisée par le gouvernement royal afin de supprimer à la fois Gosamaru et Amawari, puissants rivaux et menaces potentielles à la succession.

## Source de la traduction
- (en) Cet article est partiellement ou en totalité issu de l’article de Wikipédia en anglais intitulé « Amawari » (voir la liste des auteurs).